# Грядущему веку
«Грядущему веку» — советский цветной пятисерийный телевизионный художественный фильм, поставленный на Киностудии «Ленфильм» в 1985 году режиссёром Искандером Хамраевым по одноимённому роману Георгия Маркова, продолжающий эпопейное повествование о Синегорском крае, теперь — в условиях начала «перестройки».
Премьера на ЦТ: 26 июня 1985 года.

## Сюжет
В Синегорск после беседы в ЦК КПСС приезжает молодой руководитель края Антон Соболев, избранный первым секретарём обкома партии. Он желает начать обновление кадров и оздоровление местной политики, однако с программным выступлением не спешит и просит две недели для ознакомления с делами края. Вот он толкается в переполненном автобусе, вот знакомится с кусачими ценами на местном базарчике, старательно вникая в жизнь среднестатистического советского областного центра. Параллельно освещаются эпизоды его командировки в Италию, где знакомый журналист Рино Феличе по кличке «навозная муха», слишком глубоко закопавшийся в тайны мафии, гибнет от пуль убийц; а также сложные взаимоотношения с женой.
Практически первые 5 серий фильма — это только пролог к будущей деятельности Соболева в крае в русле политики «перестройки», экранизация первой книги романа. В финале он готовится к своей «тронной речи» на предстоящем пленуме обкома. Однако обещанное продолжение фильма так и не вышло.

## В ролях
В главных ролях:
- Юозас Киселюс — Антон Соболев, первый секретарь Синегорского обкома КПСС (роль озвучил — Владимир Антоник)
- Елена Проклова — Лена Назарова, его жена

В остальных ролях:
- Гражина Байкштите — Элеонора (роль озвучила — Наталья Фатеева)
- Отар Коберидзе — граф Чиано
- Всеволод Шиловский — Альфредо Гратиотти
- Донатас Банионис — Рино Феличе, итальянский журналист
- Геннадий Воропаев — Степан Степанович Томилин, второй секретарь обкома
- Светлана Пенкина — Вика, секретарь
- Иван Краско — Михаил Иванович Мохов
- Юрий Башков — Белов
- Николай Муравьёв — Петухов, секретарь горкома
- Анатолий Дубанов — Карпов
- Роман Громадский — Дондуков, председатель колхоза
- Лариса Малыгина — Валя (роль озвучила — Ольга Озерецковская)
- Александр Парра — Виктор Сергеевич Бархатов
- Алексей Миронов — Спиридон Федотович Сорокин
- Артём Иноземцев — Пётр Петрович Самоваров
- Владимир Рецептер — Валдис Карлович Пупче
- Пётр Чернов — Забабурин, начальник местпрома
- Всеволод Кузнецов — Ксенофонт Савельевич Теребилин, заведующий облпотребсоюзом (в титрах указан как — А. Кузнецов)
- Михаил Глузский — Роман Кузьмич, секретарь райкома (нет в титрах)

## Фестивали и награды
- 1985 — XI Всесоюзный фестиваль телевизионных фильмов — Приз фестиваля (второй приз)[1]